# 飛馬座HN
飛馬座HN，又名BD+14 4668，HD 206860、SAO 107364、HR 8314，是飛馬座的一颗恒星，视星等为5.94，位于銀經69.86，銀緯-28.27，其B1900.0坐标为赤經21h 39m 42s，赤緯+14° -28.27′ 58″。